# Римский обряд
Ри́мский обря́д — центральный среди латинских (западных) литургических обрядов.

## Разновидности
Наиболее распространённым из них является Римский обряд; прочие обряды и изводы имеют распространение лишь в ограниченных географических регионах (мосарабский — в некоторых городах Испании, прежде всего в Толедо, амвросианский — в Милане и тому подобное) или в монашеских орденах (орденские обряды бенедиктинцев, кармелитов, премонстрантов, сервитов и цистерцианцев).
Первичное оформление латинского обряда произвёл Григорий Двоеслов. Начинается месса с интроита, затем kyrie eleison, затем gloria, затем молитва-коллекта, чтение апостола, гимн-градуал, чтение Евангелия, офферторий, анафора.

## Тридентский обряд
Тридентский собор предписал, среди прочего, бо́льшую унификацию богослужебной практики. Все обычаи, не имевшие к тому времени 200-летней истории, должны были быть упразднены; папой Пием V для всей Католической церкви были опубликованы исправленные издания богослужебных книг (прежде всего, Миссала и Бревиария) в той редакции, которая употреблялась к тому времени в самом Риме.

## Реформы Второго Ватиканского собора
Начавшийся в 1962 году Второй Ватиканский собор постановил, среди прочего, «пересмотреть» Миссал и другие богослужебные книги. После Собора была создана комиссия, создавшая новые богослужебные книги (не всегда в соответствии с указаниями Собора, а иногда и вопреки им), которые и были введены папой Павлом VI с 1970 года.
Не все католики приняли эти изменения, появились различные движения католиков-традиционалистов, не принимающих новый обряд, или, по крайней мере, предпочитающих ему старый. Они утверждают, что Ново-Римский обряд является не эволюционным развитием прежнего обряда, а новым по сути обрядом, существенно отличающимся от всех традиционных обрядов Запада.
Таким образом, в настоящее время можно говорить о двух формах Римского обряда:
- дореформенная или «экстраординарная» форма, часто именуемая также «тридентской мессой» или «традиционным» обрядом, и
- новая, «ординарная» форма, часто именуемая Novus Ordo Missae.

Названия «ординарная» и «экстраординарная» связаны с motu proprio папы Бенедикта XVI Summorum Pontificum, изданным 7 июля 2007 года, согласно которому тридентский обряд (в редакции 1962 года) является «экстраординарным» способом совершения литургии в латинском обряде (в то время как «ординарным» остается Novus Ordo), для совершения которого не требуется разрешения епископа. Согласно Summorum pontificum, священник может совершать мессу по «старому» обряду в частном порядке, в том числе и с присутствием верных. При наличии группы верных, желающих регулярного совершения таких месс в храме, приходские настоятели должны по возможности это обеспечить.
В большинстве храмов Католической церкви, использующих Римский обряд, богослужения в настоящее время совершаются по новому обряду.

## Латинский обряд в Православной церкви
С точки зрения православия, латинский обряд в том виде, в котором он сформировался до разделения Православной и Католической церквей, является частью святоотеческого наследия и литургического Предания и равноспасителен восточному обряду. В частности, святые равноапостольные Кирилл и Мефодий перевели на церковнославянский язык не греческое, а римское богослужение.
Неоднократно предпринимались попытки ввести латинский обряд в литургическую практику поместных православных церквей для облегчения миссионерской деятельности на Западе, а также для удовлетворения запросов тех православных, которым нравится западный обряд, но не настолько, чтобы переходить в католицизм.

### Отличия православного латинского обряда от католического
Во всех православных приходах латинского обряда Credo на мессе читается без filioque. А в некоторых гостии (просфоры) пекутся из квасного теста.

### История
Первый православный приход Римского обряда был открыт в Париже, усилиями Луи-Шарля Винарта и впоследствии священника Лукиана Шамбо. Первая православная месса по Римскому обряду состоялась в 1937 году на Сретение Господне в Вознесенском храме Парижа. Община этого храма находилась в общении с Московским патриархатом.
Были проекты создания православных приходов Римского обряда и у Русской православной церкви заграницей, в которых особую роль играла поддержка архиепископа Иоанна.

### Современное положение
В США имеется около 12-и православных приходов латинского обряда, находящихся под юрисдикцией Северо-Американской епархии Антиохийского патриархата.
В России предпринимались попытки использовать латинский обряд под омофором различных маргинальных псевдо-православных юрисдикций.